# Lythrum
Lythrum es un género con 166 especies de plantas de flores perteneciente a la familia Lythraceae. 

## Especies seleccionadas
- Lythrum acinifolium
- Lythrum acuminatum
- Lythrum acutangulum
- Lythrum alatum Pursh - yerba del cáncer de Puebla[1]
- Lythrum hyssopifolia
- Lythrum junceum
- Lythrum portula
- Lythrum salicaria

## Sinonimia
- Didiplis Rafinesque
- Peplis L.
- Salicaria[2]